# Nieuwsblad van het Noorden

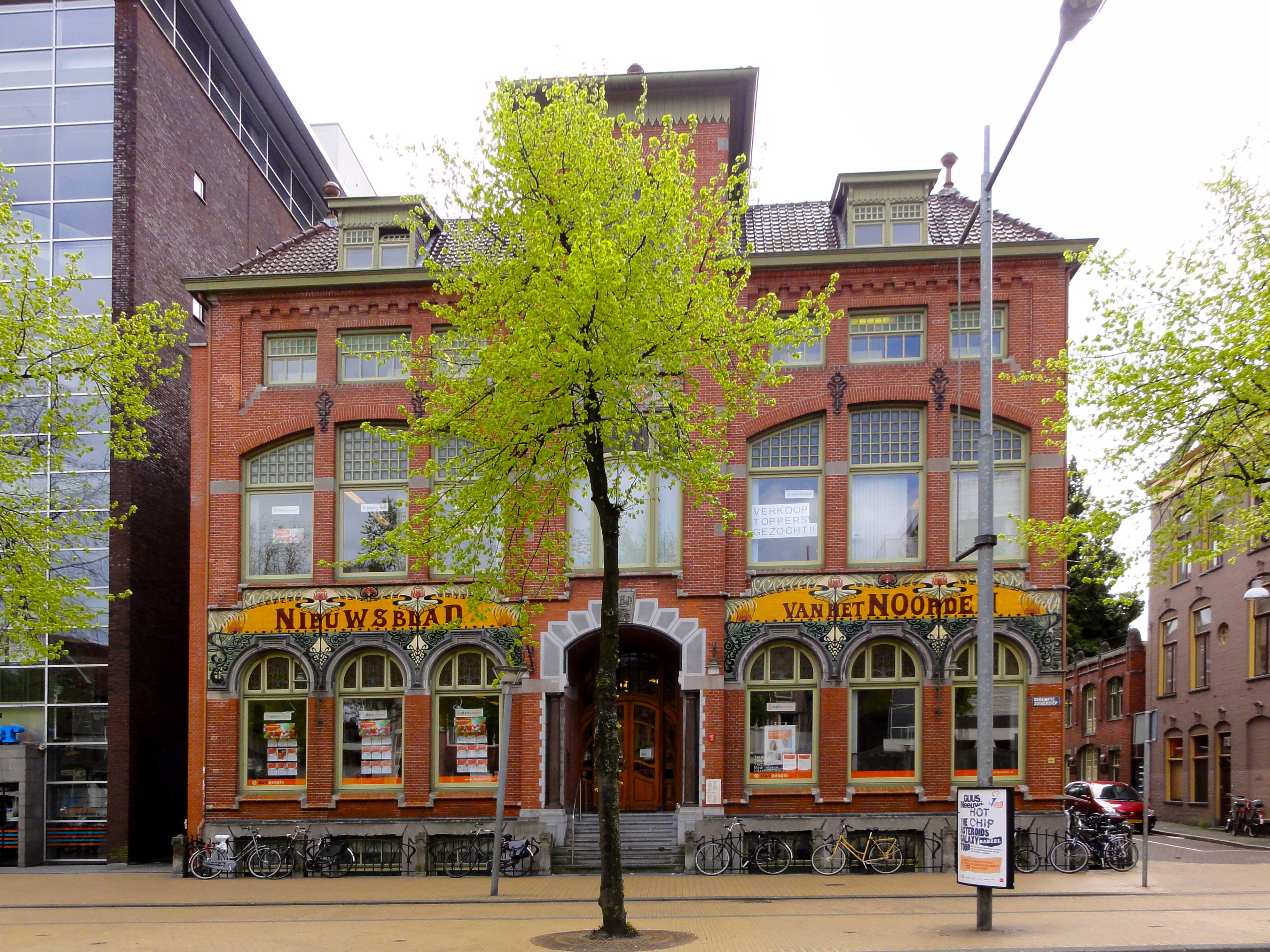
Ehemaliger Sitz der Zeitung, in Groningen

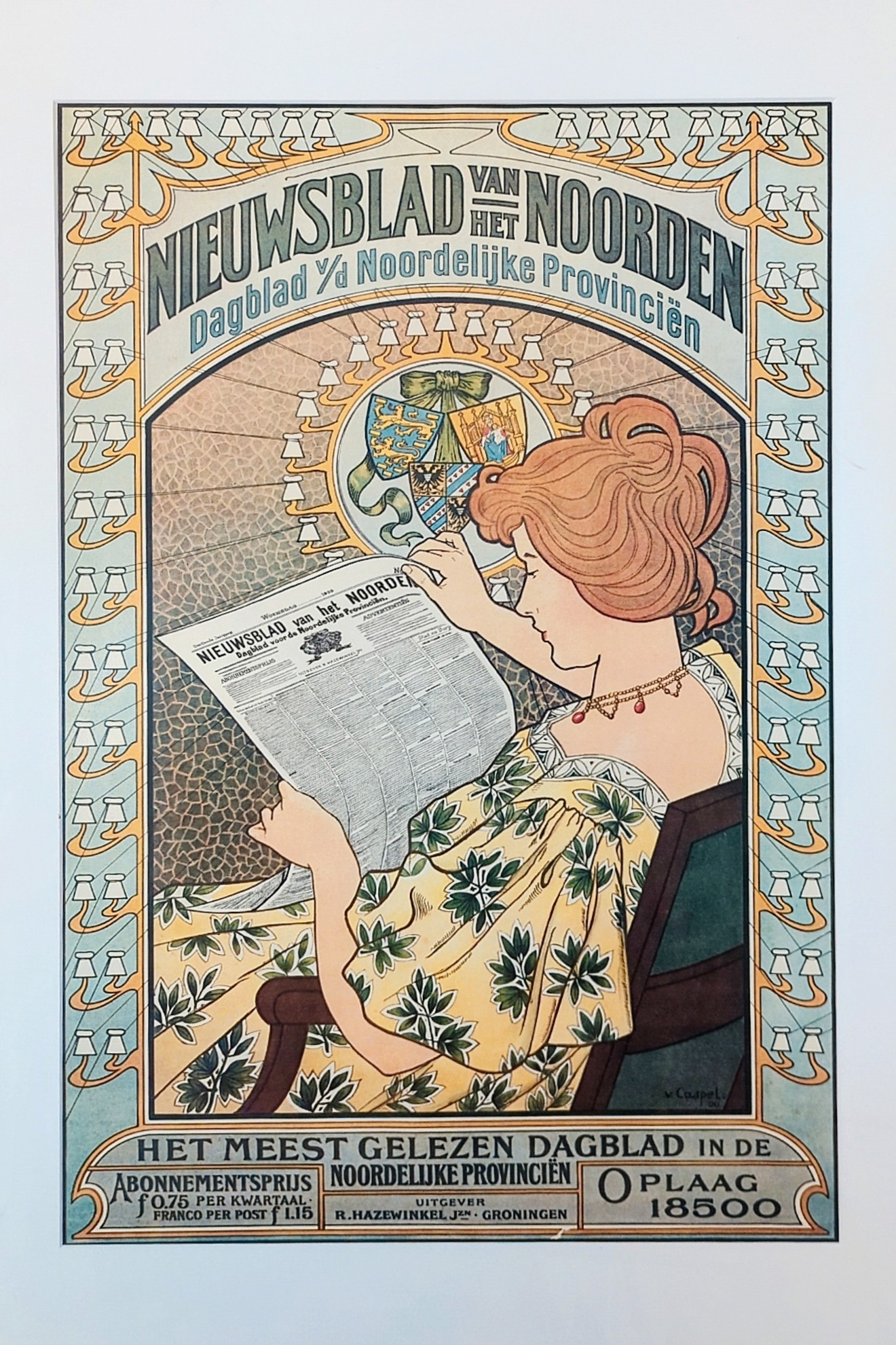
Werbung für die Zeitung, 1900

Nieuwsblad van het Noorden war eine regionale Tageszeitung, welche von 1888 bis 2002 in Groningen publiziert wurde. Sie widmete sich vor allem der Stadt Groningen. Im Jahr 2002 wurde sie mit dem Groniger Daglad und dem Drentse Courant zusammengelegt und erscheint seitdem als Dagblad van het Noorden. Das Dagblad van het Noorden erschien erstmals am 2. April 2002.
Erstmals erschien die Zeitung am 2. Juni 1888. Bis 1997 befanden sich die Büros der Zeitung im abgebildeten Jugendstil-Gebäude in der Gedempte Zuiderdiep.  Gerrit Nijhuis entwarf das Gebäude.
Wie viele andere Zeitungen publizierte das Nieuwsblad während des Zweiten Weltkriegs antisemitische Artikel, und solche, welche einen deutschen Standpunkt vertraten. Die Niederlande waren besetzt, und die deutsche Besatzungsmacht kontrollierte auch das Pressewesen. Im Jahr 1944 weigerte sich die Zeitung, einen niederländischen Chefredakteur einzustellen, welcher den  niederländischen Nationalsozialisten angehörte. In der Folge wurde die Publikation der Zeitung eingestellt. Nach dem Krieg und der Befreiung der Niederlande erschien sie wieder, am 26. Januar 1946. Damals hatte sie eine Auflage von 35.000 Exemplaren.
Die Zeitung wurde 2000 kritisiert, als Het Schandaal (Der Skandal) veröffentlicht wurde. In der Publikation beleuchtet Johan van Gelder das Verhältnis der Zeitung zur deutschen Besatzungsmacht. Die Publikation stand im krassen Gegensatz dazu, was die zwei Eigentümer, die Brüder Nico und Jan Abraham Hazewinkel, diesbezüglich hatten verlautbaren lassen.
Ab dem 2. April 2002 wurde die Zeitung vom Dagblad van het Noorden abgelöst. Das Dagblad war eine Fusion der Zeitung mit dem Groniger Dagblad und der Drentse Courant. Alle drei Zeitungen wurden vom gleichen Verlag publiziert. Das Nieuwsblad van het Noorden  erschien am Mittag, die zwei anderen waren Morgenzeitungen. Das Dagblad van het Noorden wird morgens publiziert.